# Alfred Crosby
Alfred (Al) Worcester Crosby Jr. (Boston, 15 januari 1931 – Nantucket, 14 maart 2018) was een Amerikaans historicus en hoogleraar. Hij was een grondlegger van de ecologische geschiedenis en boorde met zijn onderzoek naar de columbiaanse uitwisseling – een term die hij zelf muntte – nieuw terrein aan. Het relatieve gemak waarmee Europeanen de Nieuwe Wereld en andere "Neo-Europa's" konden koloniseren, probeerde hij niet te verklaren vanuit culturele of technologische superioriteit, maar vanuit bio-ecologische factoren. Deze inzichten kregen beslag in twee boeken, The Columbian Exchange (1972) en Ecological Imperialism (1986), die het blikveld van historici transformeerden en verruimden. Ook zijn andere publicaties kenmerken zich door een synthetiserend, multidisciplinair perspectief.

## Leven
Crosby groeide op in Wellesley, Massachusetts en studeerde geschiedenis aan de Universiteit van Harvard (1948-1952). Na het behalen van zijn masterdiploma diende hij ten tijde van de Koreaanse Oorlog twee jaar in het Amerikaanse leger, voornamelijk gestationeerd in de Panamakanaalzone. Vervolgens promoveerde hij aan Boston University met een doctoraat over de Amerikaanse-Russische betrekkingen (1961), dat haast ongewijzigd in boekvorm verscheen. 
Hij vervulde lesopdrachten aan diverse universiteiten, met als meest langdurige basissen Washington State University (1966-1977) en de University of Texas (1977-1999). Aan de WSU gooide hij zich volop in de Afro-Amerikaanse burgerrechtenbeweging en zette hij in 1968 een cursus Black Studies op, eerst buiten het curriculum maar weldra erbinnen. Zijn passie voor jazz kreeg daarin een plaats. Ook ging hij voorop in het protest tegen de Vietnamoorlog.
Terwijl politiek en ideologie in en buiten de geschiedwetenschap de toon zetten, voelde Crosby de behoefte om andere vragen te stellen. In zijn onderzoek naar de verovering van Amerika botste hij op het belang van de pokken. Microben bleken een cruciale rol te hebben gespeeld in de gebeurtenissen, maar ook de gewassen en het vee van Europa en Amerika bepaalden mee de uitkomst van de onderlinge ontmoeting. Het weer bijeenbrengen van twee uiteengedreven biologische sferen had zowel rampen als nieuwe overvloed geproduceerd. Het manuscript van The Columbian Exchange werd afgewezen door tal van gevestigde uitgeverijen en verscheen uiteindelijk in 1972 bij het kleine Greenwood Press. In het voorwoord excuseerde Crosby zich haast bij de geologen, antropologen, zoölogen, botanici en demografen, die zijn interdisciplinaire aanpak voor amateurisme zouden kunnen houden.
Epidemiologie was een belangrijk onderdeel geweest van The Columbian Exchange en kwam ook terug in Crosby's volgende boek over de globale impact van de Spaanse griep van 1918. Daarna richtte hij zich in Ecological Imperialism (1986) weer op de Europese kolonisatie. Vanuit de vaststelling dat de Europeanen vooral succesvol waren geweest in de gematigde streken (wat hij "Neo-Europa's" noemde: delen van Noord- en Zuid-Amerika en Australazië), en veel minder in de Tropen, ontvouwde hij de theorie dat invasieve Europese microben, fauna en flora verantwoordelijk zijn geweest voor het militaire en sociale slagen van hun "gastheren", omdat ze weinig of geen competitie ondervonden van inheemse soorten. In dit verband gebruikte hij het neologisme virgin soil epidemic om de schade te beschrijven die ziektekiemen kunnen aanrichten onder immunologisch naïeve populaties. Met het in dit boek gepresenteerde verklaringsmodel liet hij zowel postkoloniale als racistische alternatieven achter zich, gecentreerd rond resp. Europese hebzucht en Europese superioriteit. Het boek werd enthousiast begroet en blijft zijn meest geciteerde.
Niet bang om ook andere kanten van het verhaal te brengen, richtte Crosby zich in zijn volgende boeken op de geschiedenis van wetenschap en technologie. The Measure of Reality (1997) ging over de mate waarin de Westerse voorsprong in gecijferdheid de kolonisatoren in de kaart had gespeeld. Voor Throwing Fire (2002) onderzocht hij het werpen van projectielen doorheen de geschiedenis, waarbij zijn ervaring als baseballpitcher goed van pas kwam om de atlatl te testen. Zijn laatste boek, Children of the Sun (2006), onderzocht het steeds toenemende energieverbruik van de mensheid. Geschreven op het niveau van een middelbare scholier, waarschuwde het voor de destructieve effecten.
Ondertussen was Crosby in 1999 met emeritaat gegaan en op het eiland Nantucket gaan wonen. Hij kon er zich uitleven in het observeren van vogels, maar hij leed aan de ziekte van Parkinson en stierf aan daaruit voortvloeiende complicaties.

## Invloed
Onder de invloedrijke auteurs die op Crosby's werk verder bouwden waren Ramachandra Guha (This Fissured Land, 1992), Jared Diamond (Guns, Germs, and Steel, 1997) en Charles Mann (1493: Uncovering the New World Columbus Created, 2011).

## Publicaties
- America, Russia, Hemp, and Napoleon: American Trade with Russia and the Baltic, 1793–1812 (1965)
- The Columbian Exchange: Biological and Cultural Consequences of 1492 (1972)
- Epidemic and Peace, 1918 (1976). Heruitgegeven als America's Forgotten Pandemic: The Influenza of 1918 (1989)
- Ecological Imperialism: The Biological Expansion of Europe, 900–1900 (1986)
- Germs, Seeds, and Animals: Studies in Ecological History (1994)
- The Measure of Reality: Quantification and Western Society, 1250–1600 (1997)
- Throwing Fire: Projectile Technology Through History (2002)
- Children of the Sun: A History of Humanity's Unappeasable Appetite for Energy (2006)

## Voetnoten
1. ↑  Alfred W. Crosby on the Columbian Exchange, Smithsonian Magazine, 4 oktober 2011
2. ↑  Dit concept introduceerde hij eerder in: Alfred W. Crosby, "Virgin Soil Epidemics as a Factor in the Aboriginal Depopulation in America" in: The William and Mary Quarterly, 1976, nr. 2, p. 289-299. DOI:10.2307/1922166

- Biblioteca Nacional de España: XX898172
- Bibliothèque nationale de France: cb121622017 (data)
- Catàleg d'autoritats de noms i títols de Catalunya: 981058617802006706
- CiNii: DA00941290
- Gemeinsame Normdatei: 143102257
- International Standard Name Identifier: 0000 0001 1675 0496
- Library of Congress Control Number: n85243093
- Bibliotheek van het Japanse parlement: 00680476
- Nationale Bibliotheek van Tsjechië: jn19990001555
- Nationale Bibliotheek van Israël: 987007260121705171
- Nederlandse Thesaurus van Auteursnamen: 072527765
- Système universitaire de documentation: 030147905
- Virtual International Authority File: 76356241
- WorldCat: E39PBJqfGCdbdWv7MbjyyKCqQq